# Hradec Králové-Kukleny (železniční zastávka)
Hradec Králové-Kukleny je železniční zastávka v Hradci Králové, v níž zastavují vlaky od roku 1919. Zastávka leží na trati Velký Osek – Choceň. Bývalá budova zastávky se nachází u Kudrnovy ulice a má adresu Pardubická 386/4.

## Historie
Historie jejího vzniku je poměrně dlouhá, neboť o zřízení výkladky pro Kukleny bylo zažádáno již 11. září 1901. 25. září téhož roku žádal obecní úřad o zřízení rampy při strážném domku č. 16 v kuklenském katastru, ale ředitelství severozápadní dráhy 6. prosince 1901 žádosti nevyhovělo. 7. prosince 1910 se obecní zástupci při komisi stran přejezdu dráhy na erární kuklenské silnici postavili proti zřízení viaduktu a žádali o zřízení rampy u strážního domku na cestě od Seyfriedových do Temešváru. 6. listopadu 1912 byla z Kuklen vyslána deputace k poslancovi Srdínkovi ohledně osobní zastávky a výkladní stanice. 30. dubna 1913 obecní zastupitelstvo schválilo návrh městské rady, aby byla podána žádost na výkladní rampu, eventuálně zastávku za Seyfriedovou továrnou prostřednictvím „Ústředny“, a aby investice s tím spojené byly hrazeny obcí. V listopadu téhož roku bylo intervenováno i na ministerstvu železnic ve Vídni.

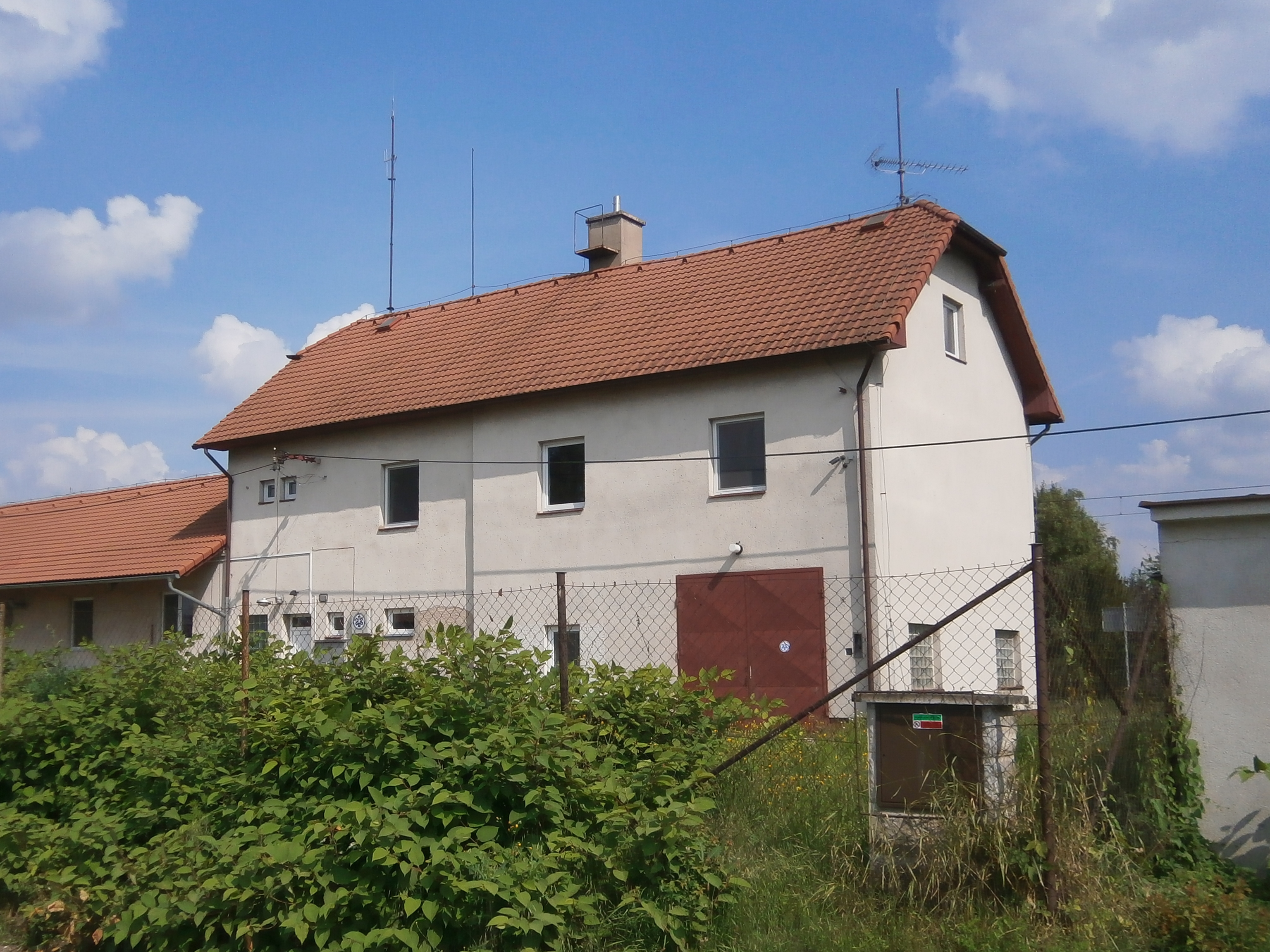
Budova bývalého nádraží

1. března 1914 provozní inspektorát severozápadní dráhy oznámil, že k postavení železniční stanice v Kuklenách byly dráhou vypracovány 2 projekty - projekt pro osobní dopravu a vagonové zásilky o nákladu 40 200 K a projekt pro osobní dopravu i veškerou nákladní dopravu s rozpočtem 91 200 K. Obecním zastupitelstvem byl přijat plán druhý. Zájemci zaručili tyto příspěvky: Nejedlý 500 K, Fuchs 2 000 K, Havlík 1 500 K, Seyfried 1 000 K, Čejka 100 K, Voženílek 200 K, řemeslnicko-živnostenské společenstvo 600 K, obchodní grémium 300 K, úhrnem 6 200 K. Obec se zavázala přispět 20 % rozpočtového nákladu a zmocnila městskou radu, že může obec zavázat až k 30% příspěvku. 21. března téhož roku se konala komise, kde obec přistoupila na podmínky dráhy. O 3 dny později podali kuklenští občané protest proti 20% příspěvku na zřízení stanice v Kuklenách a o 2 dny později podali druhý protest. 28. března se k nim přidal továrník Seyfried, který podotkl, že v případě nezřízení nákladní stanice odvolá příspěvek a pozemek již tak lacino nepostoupí. Další porady a jednání následovaly. 21. července 1916 obecní úřad zažádal okresní výbor o schválení usnesení obecního zastupitelstva, aby byla v Kuklenách zřízena osobní zastávka a nákladiště pro dopravu zboží. Ke schválení došlo 5. srpna téhož roku. 9. srpna 1917 byly obecním úřadem přijaty podmínky kladené od ředitelství drah. 22. září 1917 odbor pro udržování tratě v Hradci Králové zaslal pozemkový výkupní plán pro zřízení zastávky a nákladiště v Kuklenách a sdělil, že se stavbou může být započato hned po předání potřebných pozemků. 14. listopadu 1917 zaslal obecní úřad nové prohlášení stran, že dovolují na svých pozemcích stavbu zastávky. Manželům Štrossovým bylo za 300 m² zaplaceno 400 K, městu Hradci Králové za 73 m² 81 K, Karlu Šrajberovi za 1 090 m² 1 212 K, dědicům Šrajbrovým za 1 450 m² 1 613 K, Marii Voženílkové za 2 584 m² 2 874 K, celkem za 5 557 m² 6 180 K. 21. prosince 1917 se zájemci uvolili uhradit náklad na zřízení příjezdu k zastávce, aby nemuselo být zavedeno konkursní řízení: severozápadní dráha 1 860 K, Nejedlý 500 K, Seyfried 500 K, Voženílková 300 K, Hanuš 200 K, Čejka 200 K a Havlík 260 K. 4. června 1918 byla předložena k podpisu trhová smlouva ohledně koupě pozemků ke zřízení zastávky v Kuklenách. Cena těchto pozemků byla 4 576 K.
22. června 1918 byla obec ochotna provést na svůj náklad přístavbu 1. poschodí nádražní budovy. 11. července 1918 povolilo obecní zastupitelstvo 2 000 K na vybudování bytových místností pro staničního úředníka postavením 1. poschodí. Stavby se ujal stavitel Václav Rejchl starší z Hradce Králové. Ten 7. října 1918 žádal o poukázání 10 000 K za přístavbu 1. patra na budově nádraží, jak bylo v červnu ujednáno. 22. března 1919 se konala komise ohledně stavby vlečky do továrny A. a J. Nejedlý. Krátce poté byli místní podnikatelé osloveni, zda by nepřispěli na elektrické osvětlení nádraží, k jehož zřízení se uvolila obec a jehož rozpočet činil 10 391,60 Kč. V železniční zastávce Kukleny začaly zastavovat vlaky teprve od 1. července 1919.

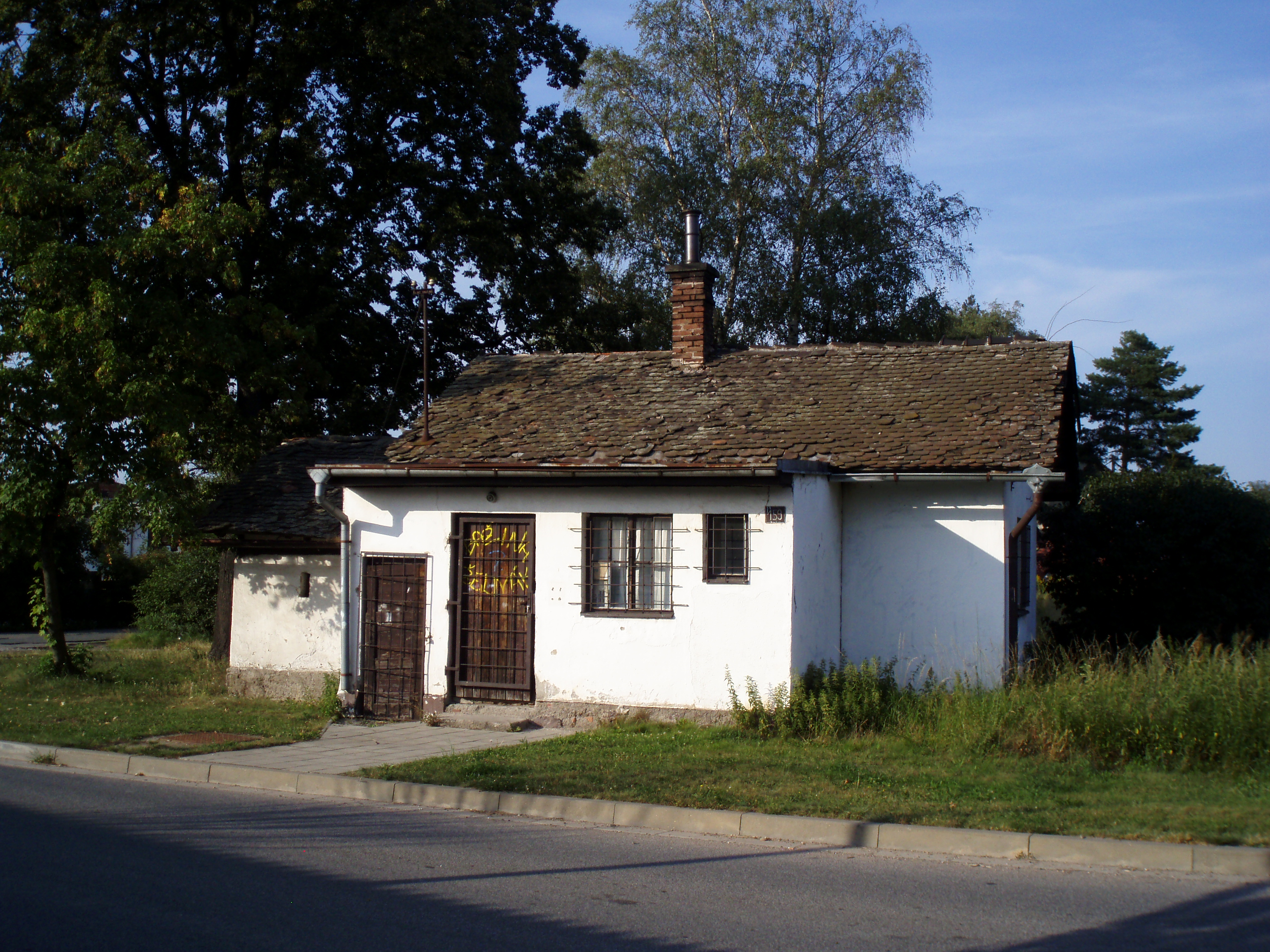
Dnes již neexistující strážní domek u kuklenského nádraží

V roce 1923 městys Kukleny zadal veřejnou soutěží provedení stavby nádražní silnice v Kuklenách v délce asi 250 m a úprav s tím spojených. 11. srpna 1932 byla vyhlášena veřejná soutěž na dlažbu a úpravu příjezdové silnice k nádraží v Kuklenách, i když s výhradou schválení městského zastupitelstva a nadřízených úřadů. Následujícího roku bylo oznámeno, že odjezdy vlaků z nádraží nejsou označovány zatroubením ani pískáním, ale signální tabulkou neb světelným signálem.

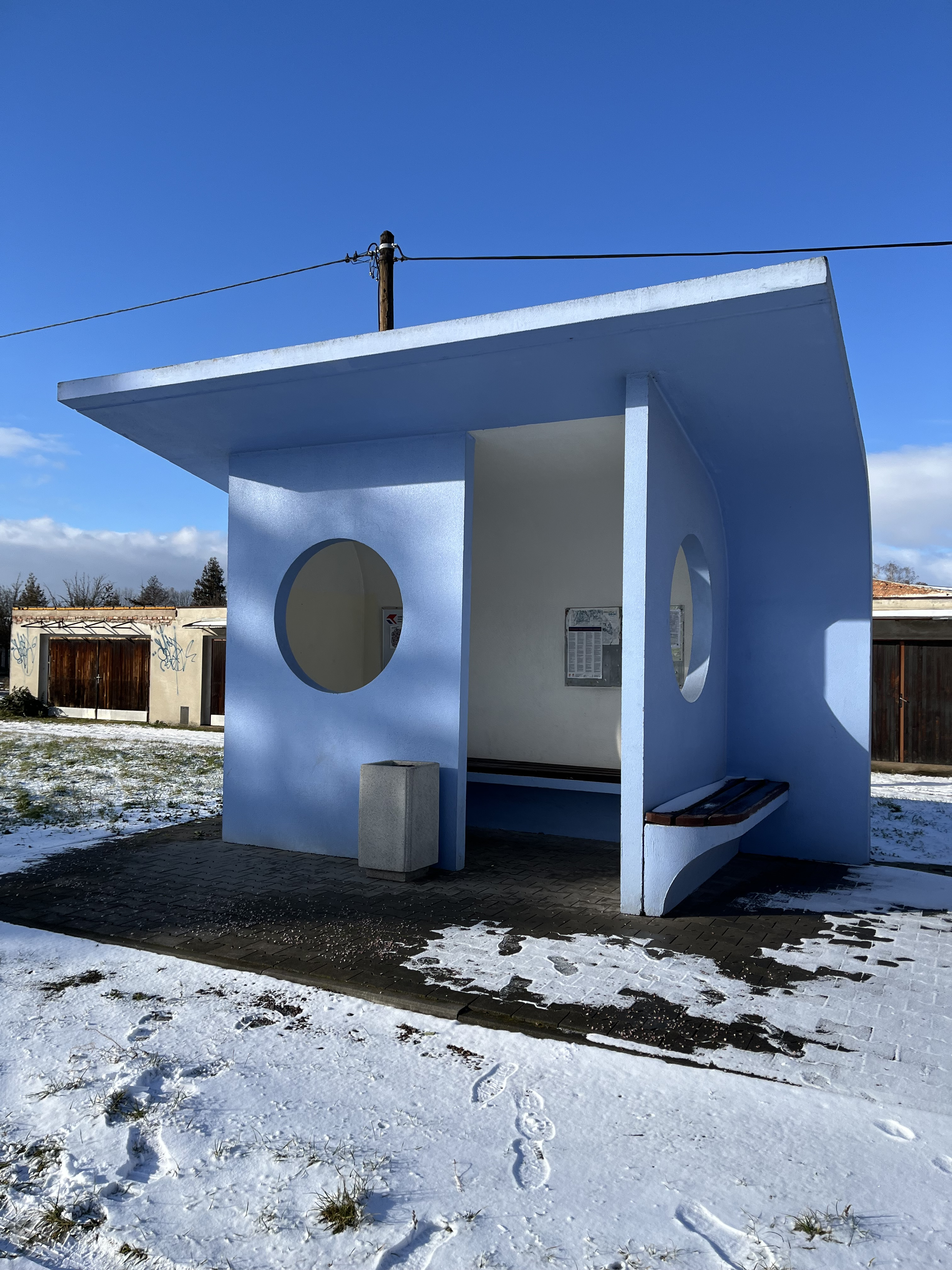
Čekárna (leden 2025)

Do 50. let 20. století byly Kukleny nákladiště, měly manipulační kolej a malou točnu (zbytky jsou dosud viditelné). Počátkem 21. století byla budova nádraží prodána a nedaleko něj postavena prefabrikovaná čekárna, která stojí v km 26,296 mezi stanicemi Hradec Králové hlavní nádraží a Praskačka, a jejíž nástupiště měří 150 m. V roce 2011 byl zbourán strážní domek nedaleko nádražní budovy.